# Gaius Porcius Cato (Konsul 114 v. Chr.)
Gaius Porcius Cato († nach 109 v. Chr.) war ein Mitglied des römischen Plebejergeschlechts der Porcier und 114 v. Chr. Konsul.

## Leben
Gaius Porcius Cato war der jüngere Sohn des Marcus Porcius Cato Licinianus und seiner Frau Aemilia und somit ein Enkel des bekannten Zensors Marcus Porcius Cato sowie des zweifachen Konsuls und Makedonenbezwingers Lucius Aemilius Paullus.
Als junger Mann schloss Cato sich politisch der Partei des Tiberius Sempronius Gracchus an. Nach der Einschätzung Ciceros war sein rednerisches Talent aber eher bescheiden. Um 123 v. Chr. hatte er das Amt eines Münzmeisters inne. Danach fungierte er um 117 v. Chr. als Prätor und Proprätor der römischen Provinz Sicilia. 114 v. Chr. stieg er zum Konsul auf und erhielt Manius Acilius Balbus zum Amtskollegen. Als Amtsbereich fiel Cato Macedonia zu, wobei er in Thrakien den Krieg gegen einen gefährlichen Feind, den Stamm der Skordisker, zu führen hatte. Bei den folgenden militärischen Auseinandersetzungen erlitt sein Heer aber große Verluste. Er selbst entkam mit Mühe und suchte sich aus Enttäuschung über die magere Beute durch schwere Erpressungen in Macedonia schadlos zu halten. Für dieses Vergehen wurde er 113 v. Chr. zur Zahlung einer Geldstrafe verurteilt.
Später diente Cato in Afrika als Legat im Krieg der Römer gegen den numidischen König Jugurtha. In der Folge wurde er beschuldigt, sich von Jugurtha bestechen lassen zu haben. Der Volkstribun von 109 v. Chr., Gaius Mamilius Limetanus, hatte ein Gesetz zur Verfolgung all jener Personen durchgebracht, die im Jugurtha-Krieg Unregelmäßigkeiten begangen hatten. In diesen Kreis von Personen, gegen die Untersuchungen liefen, wurde auch Cato einbezogen. Doch noch bevor das Ergebnis feststand, begab sich Cato freiwillig ins Exil nach Spanien, wo er in Tarraco lebte, Bürger dieser Stadt wurde und dort wohl auch starb.